# 9 (عدد)
9 (تسعة) هو عدد صحيح يلي العدد 8 ويسبق العدد 10 وهو عدد طبيعي موجب. هذا اللفظ سامي مشترك، وهو في العربية، والسبئية، واللحيانية بالسِّين: «تسع»، و«تسعة»؛ وفي العبرية والسريانية بالشِّين: «تشعة» (Tish,ah) أو (Ttesh,a). وهذا اللفظ من أشد أسماء العدد غموضاً، وأصعبها معنىً. وربما كان حامي الأصل، إذ لم نستطع أن نقرنه بجذر سامي معروف.
يرمز التسعة في الحضارات القديمة، إلى القداسة، خصوصا في الهند، وهو مضاعف الثلاثة، رمز الخلق والخير. كذلك فإن الثمانية عشر، مضاعف التسعة، عدد مقدس أيضًا، ومن هنا كل عدد يضم الثلاثة والتسعة يعتبر مقدسًا في الحضارات الشرقية عمومًا.

## في الرياضيات
إن للعدد 9 بعض أغرب الخصائص مثل:
- إنه العدد الوحيد في الحساب الذي، إذا ما ضرب بأي عدد آخر، تراه ينتج نفسه دوماً، مثال ذلك: 9 × 2 = 18، و18 تجمع بهذه الطريقة 8 + 1 = 9 مجددًا، وأيضا مثلا 9 × 5 = 45 و 45 تُجمع بهذه الطريقة 4 + 5 = 9 وهلمّ جرًّا بالنسبة إلى كل عدد يُضرب به.

## العدد تسعة في العربية القديمة ولهجاتها
تسعة – تسع
- في الجبالية (س عْ ِ ت) (سُ عْ)
- في المهرية (س ع ت) (س ع)
- في السبئية (ت ش ع ت) (ت ش ع).

ونرى هنا ان (ت ش ع ت) تمثل طورا أكثر فصاحة من (س عْ ِ ت) التي في لهجات الأحقاف، إذ أن التاء أضيفت إلى العدد قبل أن تقلب شينه إلى سين كما نراه في الفصحى، ونرى أيضا أن لهجات الأحقاف تأثرت بهذا التطور ولو بشكل يسير حيث قلبت الشين التي أرجح أنها كانت مستخدمة في فترات قديمة في لهجات الأحقاف قلبت إلى سين فأصبحت (س ع ت)، ولكن التاء لم تضف إلى بداية العدد كما هو الحال في الفصحى وحال دون ذلك عدم انسجام نطق (ت س ع ت) مع السياق القديم والبدائي لتلك اللهجات.

## في الدين

### عند المسلمين
يرتحل المؤمنون إلى مكة المكرمة للحج حيث يبتدئ في اليوم التاسع من ذي الحجة. وجاء في القرآن الكريم في سورة الإسراء: (ولقد آتينا موسى تسع آيات بينات) "101". ومعناها ان الله أعطى موسى تسع آيات واضحة الدلالة على نُبُوَّته وصحة ما جاء به من عند الله وهي: العصا / اليد / الطوفان / الجراد / القمل / الضفادع / الدم / انفلاق البحر / والسنين.
وكتب أحد الشعراء:
.......(ألا إنما القرآن تسعة أحرف
سأنبيكها في بيت شـعر بلا مـلل
حلال، حـرام، مُحكم، متشابه،
بشير، نذير، قصَّة، عظة، مثلُ)

#### في القرأن
ذكر الرقم تسعة في القرآن (بالألفاظ تسع ‒تسعاً ‒تسعة) 4 مرات.

#### في الحديث النبوي
حَدَّثَنَا مُحَمَّدُ بْنُ عُمَرَ بْنِ حَفْصٍ، حَدَّثَنَا إِسْحَاقُ بْنُ الْفَيْضِ، حَدَّثَنَا أَحْمَدُ بْنُ جَمِيلٍ الْمَرْوَزِيُّ، حَدَّثَنَا السَّكَنُ بْنُ إِسْمَاعِيلَ الأَنْصَارِيُّ، عَنْ مَرْوَانَ بْنِ سَالِمٍ، عَنْ خَالِدِ بْنِ مَعْدَانَ، رَفَعَ الْحَدِيثَ إِلَى النَّبِيِّ صَلَّى اللَّهُ عَلَيْهِ وَسَلَّمَ، فَقَالَ: «قُسِمَ الْحَيَاءُ عَشَرَةَ أَجْزَاءٍ، تِسْعَةٌ فِي الْعَرَبِ وَوَاحِدٌ فِي سَائِرِ الْخَلْقِ، وَالْكِبْرُ عَشَرَةُ أَجْزَاءٍ، تِسْعَةٌ فِي الرُّومِ، وَجُزْءٌ فِي سَائِرِ الْخَلْقِ، وَالسَّرِقَةُ عَشَرَةُ أَجْزَاءٍ تِسْعَةٌ فِي الْقِبْطِ، وَجُزْءٌ فِي سَائِرِ الْخَلْقِ، وَالْبُخْلُ عَشَرَةُ أَجْزَاءٍ تِسْعَةٌ فِي فَارِسَ، وَجُزْءٌ فِي سَائِرِ الْخَلْقِ، وَالزِّنَا عَشَرَةُ أَجْزَاءٍ تِسْعَةٌ فِي السِّنْدِ، وَجُزْءٌ فِي الْخَلْقِ، وَالرِّزْقُ عَشَرَةَ أَجْزَاءٍ، تِسْعَةٌ فِي التِّجَارَةِ، وَجُزْءٌ فِي سَائِرِ الْخَلْقِ، وَالْفَقْرُ عَشَرَةُ أَجْزَاءٍ، تِسْعَةٌ فِي الْحَبَشِ، وَجُزْءٌ فِي سَائِرِ الْخَلْقِ، وَالشَّهْوَةُ عَشَرَةُ أَجْزَاءٍ تِسْعَةٌ فِي النِّسَاءِ، وَجُزْءٌ فِي الرِّجَالِ، وَالْحِفْظُ عَشَرَةُ أَجْزَاءٍ تِسْعَةٌ فِي التُّرْكِ، وَجُزْءٌ فِي سَائِرِ الْخَلْقِ، وَالْحِدَّةُ عَشَرَةُ أَجْزَاءٍ تِسْعَةٌ فِي الْبَرْبَرِ، وَجُزْءٌ فِي سَائِرِ الْخَلْقِ».
الراوي: خالد بن معدان المحدث: الألباني - المصدر: السلسلة الضعيفة - الصفحة أو الرقم: 6498
خلاصة حكم المحدث: موضوع

#### أمثلة من استعمالات العدد تسعة
عن ابن لهيعة أن بُكير بن الأشج حدثه أنه كان بالمدينة تسعة مساجد مع مسجد رسول الله (صلى الله عليه وسلم) يسمع أهلها تأذين بلال بن رباح على عهد رسول الله فيصلُّون في مساجدهم، أقربها مسجد بني عمرو بن مبذول من بني النجار، ومسجد بني ساعدة، ومسجد بني عبيد، ومسجد بني سلمة، ومسجد بني رابح من بني عبد الأشهل، ومسجد بني زريق، ومسجد بني غفار، ومسجد أسلم، ومسجد جهينة ويُشك في التاسع.
في «روح البيان» تحت قوله تعالى: (ولقد آتينا موسى تسع آيات) (الإسراء 101) وهي: العصا، واليد البيضاء، والجراد، والقمَّل، والضفادع، والدم، والطوفان، والسِّنون، ونقصُ الثمرات.
الهمُّ أعظم الأقوياء التسعة التي أولها الجبال، ثانيها الحديد الذي يفتُّ الجبال، ثالثها النار التي تذيبه، رابعها الماء الذي يُطفئُها، خامسها السحاب الذي يحمل الماء، سادسها الهواء الذي يحمل السحاب ويفرقها، سابعها ابن آدم الذي يستتر من الهواء بالثياب وبالكِنِّ الذي يُكِنُّه، ثامنها النوم الذي يفضل على كل مخدِّر، تاسعها الهم الذي يُذهب النوم.

#### الحيوانات التي تدخل الجنة في القرآن تسع
1. ثنتان لإبراهيم عليه السلام وهما: (فما لبث أن جاء بعجل حنيد فقدّمه إليهم فقال ألا تأكلون) (هود 69). والكبش الذي فدى الله به إسماعيل حين أراد إبراهيم ذبحه، قال تعالى: (وفديناه بذبح عظيم) (الصافات 107).

- وثنتان لسليمان عليه السلام قال تعالى: (ة تفقدّ الطير فقال مالي لا أرى الهدهد أم كان من الغائبين) (النمل 20). وقال تعالى: (وقالت نملة يا أيها النمل ادخلوا مساكنكم لا يحطمنَّكم سليمان وجنوده) (النمل 18).
- بقرة بني إسرائيل قال تعالى: (فَقُلْنَا اضْرِبُوهُ بِبَعْضِهَا كَذَلِكَ يُحْيِي اللَّهُ الْمَوْتَى وَيُرِيكُمْ آيَاتِهِ لَعَلَّكُمْ تَعْقِلُونَ) (73) (البقرة).
- حوت يونس قال تعالى: (فَلَوْلَا أَنَّهُ كَانَ مِنَ الْمُسَبِّحِينَ * لَلَبِثَ فِي بَطْنِهِ إِلَى يَوْمِ يُبْعَثُونَ) (الصافات 143، 144).
- ناقة صالح قال تعالى: (هذه ناقة الله فذروها تأكل في أرض الله ولا تمسُّوها بسوء) (هود 64).
- كلب أصحاب الكهف قال تعالى: (ويقولون سبعة وثامنهم كلبهم) (الكهف 22).
- حمار العزيز وهو تاسعهم، قال تعالى: (وانظر إلى حمارك ولنجعلك آية للناس) (القرة 259). والله اعلم .

أدنى مدّة للجارية تسع سنين تطرح من عمرها فلا تحتاج إلى إسقاط صلاتها .
إن الله تعالى قسم الحياء عشرة أجزاء: فجعل في النساء تسعة وفي الرجال واحدًا، ولو لا ذلك لتساقطن تحت ذكوركم كما تساقط البهائم تحت ذكورها . (رواه الديلمي).

### عند البهائيّين
يتألف (بيت العدل البهائي العالمي) من تسعة أعضاء لإدارة شؤون البهائية في العالم . ويُسموّن أيضا (تسع أيادي قضيّة الله)، ولهم دور لاهوتي . وأمر بهاء الله أن تُبنى في كل مدينة هياكل للعبادة سمّاها باسم مشرق الأذكار، ويجب أن يتألف البناء من تسعة أوجه وفوقه قبَّة.

### عند النُّصيريّين
يحتفل النُّصيريّون برتبة تسليم الدين لمن بلغ منهم الثمانية عشر – مضاعف التسعة – وكان مؤهلا لذلك ومُعدًّا له إعداداً لائقاً . وغالباً ما يتسلم الدين شيخ عن شيخ .
ويقدس النُّصيريّون اليوم التاسع من شهر ربيع الأول من كل سنة .

### عند العبرانيين
في التراتبية السماوية، يتألف البلاط السماوي من تسع يوقات من الملائكة يتوزّعن على ثلاث فرق : السارافيم، الكاروبيم، والعرش .

### عند الماسونيّين
تَعتبر الماسونية التسعة العدد الأزلي للخلود الإنساني.
وللمحفل الأكبر الأورشليمي مجلس إدارة مؤلف من رؤساء المحافل التابعة له ومن موظّفيه العظام، يجتمع كل شهر مرة وينظر في أشغال المحافل التي تحت سلطته وما يستجد من الأعمال . وهذا المجلس يجتمع برئاسة الأستاذ الأعظم، أو أي أكبر مُوظف وُجد فيه، وله أن يرسل المنشورات المختلفة بعد مصادقة الأستاذ الأعظم عليها، ولا يجتمع هذا المجلس قانونيًّا بأقل من تسعة أعضاء .
أما موظفو المحفل الأكبر الأورشليمي فهم على الشكل التالي:
- الأستاذ الأعظم.

1. وكيل الأستاذ الأعظم.
2. نائب الأستاذ الأعظم.
3. المنبِّه الأوَّل الأعظم.
4. الخطيب الأعظم.
5. أمين الصندوق الأعظم.
6. كاتب السِّر الأعظم.
7. الخبير الأول الأعظم.
8. المرشد الأوَّل الأعظم.

ويرتدي الأستاذ الأعظم في الاجتماعات ياقة من الجواهر وفيها العلامات الماسوية وتسعة نجوم . ووشاحه من الحرير البنفسجي طوله 50 سنتمتراً وعرضه تسعة سنتيمترات، وفيه تسع نجمات وهو مزركش بالقصب على شكل ورق اللبخ أو الزيتون، وفي أسفله بيكار مفتوح على شكل زاوية قدرها 45 درجة، وداخل فتحة البيكار مثلّث فيه صورة عين يحيطها الشعاع .
وتتألف محكمة جلسة الجنايات من تسعة إخوان برئاسة رئيس المحفل أو نائبه، والأعضاء هم:
- المنبِّهان، * الخطيب، * أمين الصندوق، * كاتم السّر، * المرشدان، * الخبيران، وإذا غاب أحدهم فالمُدبّر أو أحد الموظفين الذي ينتخبه الرئيس .

وتقول الماسونية إن تسعة أساتذة عثروا على جثُة حيرام وقبره .

## ولعلّه ليس من الشّيّق ملاحظة أنه
- في اليوم ال 9 كان القدامى يدفنون موتاهم .
- في الساعة ال 9 مات المخلّص على الصليب .
- كان الرومان يقيمون عيدًا تذكارًا لموتاهم مرة كل تاسع سنة .
- في بعض الكتابات العبرية، يعلّمون أن الله تعالى قد نزل إلى الأرض 9 مرات وهي:

1. في جنّة عدن.
2. لدى فوضى الألسن في بابل.
3. عند تدمير سدوم وعمورة.
4. إلى موسى في حوراب.
5. في جبل سيناء لمّا أُنزلت الوصايا العشر.
6. إلى بلعام.
7. إلى إيليا.
8. في الخيمة التي اتخذ منها اليهود هيكلًا نقّالًا.
9. في هيكل أورشليم.

- ويعلّمون أنه في المجيء العاشر، ستختفي هذه الأرض، وستُخلق أرض جديدة.

إن كلا هيكلي اليهود الأول والثاني دمِّر في اليوم ال 9 من الشهر العبري المسمى آب . وفي اليوم ال 9 من آب، لا يستطيع من يتبع ديانتهم أن يحمل التعويذة أو التميمة التي هي كناية عن عصابة أو عصائب بين عينيه أو علامة على يده، مكتوب عليها مقاطع من التوراة (من سفري الخروج والتثنية)، إلا بعد غروب الشمس .
إن هناك أمرًا كثيرة غريبة متعلقة بالعدد 9، بحيث أنه سوف لن يكون ممكنًا معالجة نصفها في صفحة على موقعنا الأرقام ناهيك عن جميعها .
في كل غايات الحساب السحري ذي العلاقة بالسحر والتنجيم وما إليهما، فإن العددين 7 و9 يعتبران أكثر الأعداد أهمية على الإطلاق .
لقد طالما اعتبر العدد 7 أنه يتعلق بالصعيد الروحي ، متصرِّفًا كالله تعالى أو القوة الخلّاقة على الأرض ، وبصفة كونه خلّاقًا ، فإنه البث المنهض صوب التطور الأرفع الوحي في البشرية .
والعدد 9 على النقيض لكونه في العالم الدنيوي ممثِّلا كوكب المريخ، هو عدد القوة الطبيعية في جميع الأشكال ، وبالتالي فإنه يتعلق بالمادي .
عندما يدرس هذا التفسير بدقة ، فإنه يلقي ضوءًا ساطعًا على ذلك النص الغامض في سفر الرؤيا ، الإصحاح الثالث عشر ، الآية 18 : (هنا الحكمة . من له فهم فليحسب عدد الوحش ، فإنه عدد الإنسان ، وعدده ستمائة وستة وستون "666").
لقد حيّر هذا النص الفكر الديني (اللاهوتي) طوال قرون ، ومع ذلك إذا أنت تجشّمت عناء جمع 666 معًا ، فستحصل على العدد 18، و1 + 8 يعطيانك العدد 9، الذي يمثل بدوره الكواكب التسعة في منظومتنا الشمسية ، الأعداد التسعة التي يبني عليها الإنسان كل حساباته ، ولا يستطيع تجاوزه إلا بالتكرار المتواصل للأعداد من 1 إلى 9 .
إن العدد (666) في إحداثه «عدده الروحي» ال 9 هو إذا في الحقيقة ، كما يذكر سفر الرؤيا «عدد الإنسان».
إن المعنى الخفي لهذا العدد إنما هو واحد من أعظم أسرار الإيمان بالقوى الخفية وبإمكان إخضاعها للسيطرة البشرية ، وقد أُخفي بألف طريقة ، مثلما أخفاه سفر الرؤيا طوال قرون عن عقول اللاهوتيين .
إن العدد 9 ممثِّلا الإنسان ، وكل ما له علاقة بالصعيد الطبيعي والمادي ، هو عدد القوة ، والطاقة ، والدمار ، والحرب في نوعيته الأكثر سيطرة . وفي علاقته بالحياة العادية ، إنه يدل على الطاقة ، والطموح ، والقيادة ، والزعامة ، والسيطرة . إنه يمثل الحديد ، والمعدن اللذين تُصنع منهما أسلحة الحرب ، وكوكب المريخ الذي يمثله في علم التنجيم هو حاكم برج الحَمَل الذي هو البرج الذي يحكم إنكلترا. إن هذه الرمزية كانت على ما يبدو، معروفة جيدا من شكسبير، عندما كتب عبارة (إنكلترا ، يا حاضرة المريخ).
إن العدد 9 هو شعار المادّة التي لا يمكن تدميرها مطلقًا ، لذا ، فغن العدد 9 عندما يُضرب بأي عدد آخر ، تراه دومًا يُحدث نفسه ، مهم يكن مدى العدد المستخدم.
كانت التاسوعية عبادة صوم في الكنيسة الكاثوليكية الرومانية من أجل تجنّب الكوارث والمحن ، ومن هذا جاء نظام التُساعيات (الطقوس التقويّة لمدة 9 أيام).
في الماسونية ، هناك نظام «الفرسان التسعة المنتخبون»، وفي تشكيل هذا النظام 9 ورود ، و9 أنوار ، و9 قربات يجب أن تستخدم .
وجدير بالذكر أن الشعوب القديمة قد شجعت على الخوف من العدد 9، وكل مركباته.
ويُعتبر العدد 9 رقما محظوظًا لأن يولد المرء فيه ، شرط ألا يتطلب الرجل أو المرأة حياة هادئة أو رتيبة ، وشرط أن يضبط الواحد منهما طبيعته ، ويتحكم بها لجهة عدم إيجاد أعداء .

## في مصر
يتألف مجمع هليوبوليس (Heliopolis) أي مجمع الآلهة إلى حلقة أوزيريس، من تسعة آلهة هم :
1. تمو أو اتمو (Etmu)، مغلق النهار، تماماً مثلما أن بتاح هو فاتح النهار، إنه صانع الآلهة، وصانع البشر.
2. شو (Shu) المولود الأول لإتمو. تصوره الأيقونوغرافيا رباً ينهض من الأرض وقرص الشمس على كتفه. إنه رمز النور، يقف على ذروة درج في هرموبوليس (Hermopolis) الكبيرة ويرفع السماء ويمسكها في النهار.
3. تفنوت (Tephnut) الأخت التوأم لشو ترمز إلى الرطوبة، وهي ربة الموتى. كان أخوها شو العين اليمنى لإتمو، وكانت هي عينه اليسرى، أي أن شو هو مظهر من مظاهر الشمس ، وتفنوت من مظاهرالقمر. وهكذا شكل الآلهة الثلاثة تمو وشو وتفنوت ثالوثاً.
4. سب (Seb) ابن شو وهو والد الآلهة وهم أوزيريس وإيزيس وسث ونفيتس. كان ، في الأصل، إله الأرض ، لكنه صار فيما بعد إله الموتى . وتماهيه الميثولوجيا مع الوزة، وهي الطائر الذي كان مقدساً لديه. ويسمى هذا الإله «المقوقئ الأعظم» لأنه صنع البيضة البدئية التي انبثق منها العالم .
5. نوت (Nut) زوجة سب . كانت تشخيصاً للسماء ، وتمثيلاً للمبدأ الأنثوي. تصورها الأيقونوغرافيا أنثى تسافر الشمس على جسدها وأحياناً ترسم كبقرة . أما شجرتها المقدسة فهي الجميز.
6. أوزيريس (Osiris). اغتاله أخوه ست غدراً ومزق جسده إلى أربعة عشر شلوًا بعثرت في مصر كلها. وبعد موته، نجحت إيزيس في إعادته إلى الحياة، بفضل الصيغ السحرية التي زودها بها توت (Thot) وأنجبت منه ابناً سمي ّ حورس . وعندما كبر الابن ، اشتبك في صراع مع ست وقهره ، وثأر لأبيه .
7. إيزيس (Isis)، ربة من ربات الطبيعة ، كان لها محل في زورق الشمس يوم الخلق ، حين كانت ترمز إلى الفجر . إنها «سيدة السحر»، «الأم المقدسة».
8. سث (Seth)، رمز الليل، بينما حورس يمثل النهار . كان يرمز إلى سث بحيوان له رأس يكاد يشبه الجمل.
9. نفتيس (Nephtis)، رمز الشفق أو الغلس، أي الليل المبكر جدا. تذكرها البرديات الجنائزية رفيقة دائماً لإيزيس في إسعافها الموتى . وإلى جانب الآلهة التسعة الكبار اللذين يشكلون «الجماعة العظمى» من آلهة مدينة هليوبوليس، هناك مجموعة ثانية من تسعة آلهة أخرى تسمى«الجماعة الصغرى» ومجموعة ثالثة من تسعة آلهة تسمى «المجموعة الدنيا».

## في التوتونية
في الميثولوجيا التوتونية ، جاء في ملحمة فولوسبا (Voluspa) على لسان النبية لافولفا (Lavolva): «أذكر المردة الذين ولدوا في فجر العالم / أذكر الذين أعطوني الحياة / أعرف تسعة عوالم / تسع مساحات تغطيها شجرة العالم / هذه الشجرة المبنية بحكمة والتي تنغرس في قلب الأرض / أعرف أنه توجد شجرة تسمى إيغدرازيل (Yggdrasil) / رأس الشجرة يسبح في بخار المياه البيضاء / حيث تسقط حبات الندى في الوادي / إنه ينتصب أخضر أبداً فوق نبع أورد (Urd)».

## في فينيقيا
تقول الميثولوجيا إن أدونيس ابن ملك من ملوك جبيل سيزاس ، من ابنته مرة التي اضطجعت مع أبيها وهو في حالة سكر . وعند افتضاح أمر حملها منه ، طلب أبوها قتلها ، فهربت الفتاة والتجأت مستغيثة بالآلهة التي حولتها بطريقة سحرية إلى شجرة المر أو البخور ، ولذلك كان يحرق البخور في عبادة أدونيس . وبعد تسعة أشهر، انبثق أدونيس من قشرة جذع الشجرة . وتقول ميثولوجيا أخرى إن خنزيراً برياًّ شق الجذع بنابه فانبثق أدونيس طفلاً جميلاً .

## في اليونان
في الميثولوجيا ، تعتبر بريتومارتيس (Britomartis) ربة السماكين والصيادين في كريت. أحبها مينوس (Minos) ولاحقها تسعة أشهر إلى أن رمت بنفسها في البحر ، فأنقذتها شبكة من شباك الصيادين. وبواسطة أرتميس (Artemis) صارت ربة ثم توحدت فيها . وجاء أن ديميتير (Demeter) ابنة كرونوس (Cronos) وريا (Rhea)، ربة الحبوب والزراعة والخصب ، بحثت تسعة أيام حتى عرفت من هليوس (Helios) أن ابنتها برسيفوني (Persephone) اختطفت وصارت في هاديس (Hades). عندئذ هبطت من الأولمب إلى الأرض وهامت بزي امرأة عجوز إلى أن وصلت إلى اليوسيس ، حيث اعتنت بديموفون (Demophone)، طفل الملك. واتضحت شخصيتها لأم الطفل التي شاهدتها تضع ديموفون في النار لتجعله خالداً. وكانت النتيجة أن بني معبد لديميتير في اليوسيس . وتوقف الإنبات نتيجة حزنها على برسيفوني . أخيراً وعد هاديس برسيفوني أن باستطاعتها تمضية ثلثي السنة على الأرض مع أمها التي دبت البركة في الحبوب ، في كل العالم ، احتفاء بعودتها .
وبنى ديوكاليون (Deucalion) وزوجته بيرها (Perha) الصندوق الخشبي الذي رسا بعد تسعة أيام على جبل البرناس ، القمة الوحيدة التي لم يصلها الطوفان . وعندما أمرهما الوحي أن يرميا عظام أمهما خلفهما بعدما يغطيا رأسيهما ، فسّر ديوكاليون وبيرها ذلك بأن عظام الأم تعني حجارة الأرض الأم . فرميا الحجارة وظهر جنس قوي من البشر على الأرض . فالحجارة التي رماها ديوكاليون صارت رجالاً ، والحجارة التي رمتها بيرها صارت نساء.
وتخبر الميثولوجيا عن الهيدرا (Hydra)، وهي أفعى مائية انبثقت من تيفون وأكيدنا. للهيدرا تسعة رؤوس أحدها خالد لا يموت ، وكانت تقوم بالتدمير بالقرب من ليرنا . أرسل يورسثيوس البطل هرقل (Hercules) لقتل الهيدرا ، فقتلها بمساعدة إيولوس الذي حرق الرقبات بعد قطع الرؤوس لئلا تنبت رؤوس جديدة ، إذ كان ينبت رأسان كلما قطع هرقل رأساً . وبعدما قطع كل الرؤوس ، دفن الرأس الخالد تحت كومة من الصخور . بعد تسعة ليال من الغرام ، أنجبت نيموسيني من زوس (Zeus) تسع ميوسات (Muses) هن ربات الفنون يشرفن على الإبداع والنشاط الفكري : كليوبي للشعر الغنائي ، كليو ربة التاريخ، إيراتو ربة الفن الملحمي، يوتربي ربة الموسيقى، بوليهمينا ربة الترانيم المقدسة، أورانيا ربة علم الفلك، تالي ربة الكوميديا، ملبومين ربة التراجيديا ، تربسيكور ربة الرقص . ويطلق على ربات الفنون ، أيضاً ، اسم البيريات ، ويقال أن مسقط رأسهن الميثولوجي في بييرا ، مقاطعة في تساليا . وتقول الميثولوجيا أن تسع عذارى في تساليا تحدين ربات الفنون في مباراة غنائية. وبعد فوز ربات الفنون، تحولت البيريات المتباهيات إلى شحارير.
ويعتبر هيفيستوس (Hephaistos) ابن زيوس (Zeus) وهيرا (Hera) رب النار، وهو شديد القبح والعرج. رمته أمه في المحيط حيث اهتمت به يورينومي (Yurinumi) وتيطس (Titas).
وفي الميثولوجيا ، وأيضاً ، جاء أن الحورية ليتو (Leto) حبلت من زوس ، وعانت الأمرين طوال تسعة أيام وتسع ليال قبل أن تستطيع الولادة .
وتتغنى الميثولوجيا بنشيد وضعه فيتاغوروس يشيد بالتسعة رمزاً للحركة . أما هوميروس (Homer)، فكان يكثر من استعمال الأعداد 3، 5، 7، 9 . ويعتقد أن التسعة أكثر الأعداد كمالاً لأنه يمثل ضعف أول عدد مفرد ، وهو لا يتألف إلا من أعداد مفردة ، ويقسم إلى ثلاث ثلاثات ، كل واحد يتألف بدوره من ثلاث وحدات .
وذات يوم حصلت مناقشة بين زوس وهيرا حول فعل الحب في الفراش . قال إن المرأة تتذوق اللذة الجنسية أكثر من الرجل ، وادعت هيرا العكس ، فاحتكما إلى تيريزياس (Teresias) الذي ذاق التجربة الجنسية ، باعتباره امرأة تحولت إلى رجل ، فقال إن المرأة تلتذ جسدياً أكثر من الرجل بتسع مرات ، معطياً الحق لزوس ، فحنقت هيرا وضربته بالعمى.
وتقول الميثولوجيا إن مينوس (Minos) بقي تسع سنوات يستوحي تعاليمه من زوس . وجمع هيرودوتس (Herodotes)، معلوماته حول الحضارات القديمة في تسعة كتب .

## في روما
تسكن سيبيل الكومينية (Cumaean Sibyl) في كهف قريب من البستان المقدس لأرتمس وأبولو في كومي ، ولذلك دعيت بالكومينية . كانت تملك مقدرة التنبؤ بالمستقبل ، فكتبت نبوءاتها على ورق . كان لديها تسعة كتب للنبوءة قدمتها لتاركينوس المتعجرف ملك روما . عندما رفضها، أحرقت ثلاثاً منها ، وقدمت له الستة الباقية بالسعر نفسه ، ورفضها ثانية ، فأحرقت أيضاً ثلاثة . عندئذ اشترى الملك الكتب الثلاثة الباقية . وكان مجلس الشيوخ يستشير هذه الكتب التي سميت الكتب السيبيلية .

## في فارس
يقول الفرس بوجود تسعة أنهر في جهنم. وعلى الميت أن يجتاز جسر شنفات (Chinvat)، وعرضه تسع مرات مساحة السيف للأخيار، وضيق مثل شفرة الحلاقة للأشرار .
وحين يصل إلى نقطة إستراتيجية ، كان الجندي الفارسي يقدم للآلهة تسعة أحصنة بيض ويدفن تسعة صبيان وتسع بنات .
وبحسب الزندافيستا تسرق النار من منزل الميت طيلة تسعة أيام ، وتغسل ثيابه الدنسة تسع مرات – ثلاثة بالبول وثلاثة بالتراب وثلاثة بالماء - .

## في الهند
تتحدث الميثولوجيا عن تسعة أعداد ، وتسعة كواكب . ويسمي الهنود الجسم الإنساني «المدينة ذات التسعة أبواب» إشارة إلى الفتوحات التسع . وتخبر الميثولوجيا عن معركة حصلت بين ماهيزا (Mahesa) قائد الشياطين وبين الإلهة دورغا (Durga) استمرت تسع ليال انتهت بانتصار الإلهة بعدما قدم لها شيفا (Civa) مذراته الثلاثية ، وفيشنو (Vishnu) اسطوانته ، وأندرا (Indra) عاصفته . وتتحدث البوذية عن تسع سماوات .

## في الصين
في الصين ، عرض كتاب شو – كنغ «المعرفة العظيمة» في تسع قواعد . ويقسم الصينيون الأرض تسعة أقسام. ويعتقد الصينيون أن آلهة الوحي عددها تسعة، وأن السماء الصينية تتألف من تسعة حقول و9999 زاوية. وينحني الصينيون أمام الإمبراطور تسع مرات. وتعتبر تومو (Toumu)، في الميثولوجيا الصينية، ربة نجم الشمال. تدعى «الأم البوشل» وهي أم تسعة أبناء كانوا أقدم حكام الأرض. قصرها مركز النظام النجمي، وكل النجوم تدور حوله. تهيمن على الحياة والموت لكنها محسنة خيرة شفوقة في استعمال سلتطها. تصورها الأيقونوغرافيا بثلاث عيون وثماني عشرة ذراعاً، تمسك بالأسلحة مثل قرص الشمس وقرص القمر ورأس التنين وخمس عربات بخمس أيدٍ. وتفيد الميثولوجيا أن رجلاً يدعى أميتا (Ameta) التقى خنزيراً برياً في رحلة صيد، وحين حاول الخنزير الهرب غرق في إحدى البحيرات، قرب شجرة جوز هند. وفي الليلة نفسها، حلم الرجل بالشجرة وتلقى أمراً بزرعها، فقام في اليوم التالي ونفذ الأمر. وبعد ثلاثة أيام، نبتت الشجرة، وبعد ثلاثة أيام أخرى أزهرت، فتسلقها الرجل ليقطف الأزهار، فقطع إصبعه، وسال الدم على الزهرة. وبعد تسعة أيام، اكتشف وجود فتاة على الزهرة، فخبأها أميتا بين أوراق الشجرة. وبعد ثلاث أيام، أصبحت الفتاة صبية مؤهلة للزواج. وخلال الاحتفال الكبير، جلست الصبية في وسط باحة الرقص، وبقيت توزع الهدايا على الراقصين طيلة تسع ليال. وفي اليوم التاسع، حفر الرجال حفرة في وسط باحة الرقص، ورموا الصبية فيها وهي ترقص. ويقول الصينيون إن بان- كو (Pan-ku) ولد في الفراغ وعاش فيه ثمانية عشر ألف سنة، ولما نشأت الأرض والسماء، كان بان- كو في الوسط ، ينتقل كل يوم تسع مرات بين السماء والأرض.
- يعد الرقم تسعة رقمًا جيدًا في الثقافة الصينية، لتشابه طريقة نطقه بلفظ عبارة «طويل الأمد» (久 pinyin jiǔ)[3]
- يرتبط الرقم تسعة بالتنانين في الثقافة الصينية ارتباطًا وثيقًا، والتي ترمز إلى القوة والسحر. وحسب الثقافة الصينية، لدى التنين تسع أبناء.[4]

## في أوروبا
في الميثولوجيا الإسكندنافيّة ، يعتبر هرمود (Hermod) الابن السريع لأودن (Odin) الذي وصل إلى هل في تسعة أيام لينقذ أخاه بالدر (Baldr). وقد أخبرته هل (Hil) بأنه من الممكن إنقاذ أخيه إذا بكاه العالم كله، لكن لوكي (Loki) تنكر بزي امرأة، ورفض البكاء.
ويعتبر إيجر (Eger)، رب البحر ، وقد أولم مأدبة للآلهة الإسكندنافية ، فجاء لوكي (Loki) الذي لم يكن مدعوًّا ، وشق طريقه، وتصرف بفظاظة، وأهان الآلهة بذكر ضعفهم وسوء تصرّفهم وفشلهم. أما زوجة إيجر فتدعى ران وقد أنجبت تسع بنات .

## في إسكندنافيا
ولد الإله هيمداللر (Himdallr) من تسع أمهات.

## في أميركا
في طقوس الدفن ، وأمام مكان الحفرة ، ينفّذ الشامان (Chaman) من قبيلة كوجي (Kuji) الهندية في كولومبيا مجموعة من الإشارات – الطقوس ، ويقول : هنا قرية الموت ، هنا البيت الاحتفالي للميت ، هنا الرَّحم ، سأفتح الباب . إن البيت مغلق وسأفتحه . ثم يقول : «لقد فتح البيت» ويدلّ الرجال على المكان الذي يتوجب حفر الحفرة فيه . ثم ينسحب . ويغطِّي الميت بقماش ناعم أبيض ، والأب هو الذي يخيط الكفن . وفي هذا الوقت تدندن الأم والجدّة بأغنية بطيئة وبدون كلمات تقريبا . وتوضع في عمق البحر حجارة صغيرة خُضْر ، وأصداف ، وقوقعة سلطعون ، ثم يحاول الشامان عبثاً رفع الجسد ، معطياً الانطباع بأنه ثقيل جدًّا ، ولا ينجح في رفعه إلا في المرّة التاسعة ، وهو رمز لعودة الجسد إلى حالته الرّحمية ، مجتازًا في اتجاه معاكس الأشهر التسعة للحمل .

## في المكسيك
بنى الملك تيكوكو (Tecoco) قصرا من تسعة طوابق ، مثل السماوات التسع ، أو المراحل التسع التي على النفس أن تمر بها لتصل إلى الخلود . ويتحدث الأزتيك (Azteques) عن تسعة عوالم أرضية ، وتسع آلهات ليلية ، وتسعة سهول في جهنم . وتعتبر قبائل المايا (Mayas) أن التسعة هو العدد المقدس للإله القمر وهو في حال البدر .

## في روسيا
في أثناء احتفالاتهم الطقسية ، يضع سكان البوريات (Bouriates) تسع شجرات، الواحدة بعد الأخرى ، ويعتلي الزعيم قمة الشجرات كلها ، ويؤمن هؤلاء السكان بوجود «شجرة العالم» حيث يبقى الزعيم معلّقًا تسع ليال . ويؤمنون أيضا بوجود تسع سماوات .

## في مونغوليا
يعتقد الناس أن الشمس لها تسع طبقات تتطابق مع خُدّام الله التسعة ، ومع النجوم التسع التي يعبدها المونغوليون .
وعلى نهر الفولغا (Volga)، تقيم قبائل التشوفاتس (Tchouktches) تسعة طقوس احتفالية تتضمن تقدمة تسعة قرابين وتسع كؤوس .

## في الخيمياء (الكيمياء)
- 9 هو العدد الذري للفلور.
- يقول علم السحر إن الذهب يحتاج إلى تسع مراحل ليصبح ذهبا خالصا .

## في الشِّـعر
يرمز التسعة لدى دانتي (Dante) إلى السماء ، كما يرمز إلى حبيبته بياتريس (Beatrice)، وقد أصبحت رمزا للحب.

## فيالباراسيكولوجيا
إذا اتَّهمت زوجتك بالخيانة وأردت أن تتحقق من ذلك ، فاحسب اسم الرجل المتهم والمرأة ، وأسقط ما تحصل من اسمها بعد جمعه تسعة تسعة ، فإن بقي 1 فإنه راودها ولم يفعل ، وإن بقي 2 فإنه خالطها ولم يقبل منها شيئا ، وإن بقي 3 فإنه يطلبها ثم تمتنع منه ، وإن بقي 4 فإنها تطلبه وهو يمتنع ، وإن بقي 5 فإنه واقعها مرّة ، وإن بقي 6 فإنها عنده بمنزلة الزوجة ، وإن بقي 7 فإنه أخذها بقوّة وسرعة ، وإن بقي 8 فإنها تطلبه وهو يمتنع ويهرب منها ، وإن بقي 9 فإنه يملك نفسه عليها .

## في آكـــاد
تقول الميثولوجيا إن اتِّحاد إنكي (Enki) وننمورساج (Nin-Moursag) أعطى نِنهار (Ninhar) أو ننمو (Nenmu) إلهة النبات. وقد دامت فترة حمْل ننمورساج تسعة أيام حيث يُقابل اليوم شهرا في الحمل الإنساني.

## العدد تسعة والأبراج
يمثل العدد تسعة في مجموعة الرموز «المريخ». ويؤثر هذا العدد في كل الأشخاص المولودين في 9 و18 و27 من أي شهر، ولكنه يؤثر أكثر فأكثر، إذا صادف مولدهم في الفترة الواقعة بين 21 آذار و19 – 26 نيسان (المسماة منزل المريخ الإيجابية)، أو في الفترة الواقعة بين 21 تشرين الأول و20 – 27 تشرين الثاني (المسماة منزل المريخ السلبية).
هم مكافحون ومحاربون في كل ما يحاولونه في هذه الحياة ، وفي الأخير ينجحون بسبب تصميمهم وإرادتهم. تراهم في تصرفاتهم سريعي الغضب، ومندفعين، ومتهورين، ومستقلين، وراغبين في أن يكونوا أسياد أنفسهم.
هذا العدد مسيطر أكثر من المعتاد في تواريخ حياتهم، إنهم يتمتعون بشجاعة فائقة، وغالبا ما يجرحون، أو يقتلون إما في الحرب أو في معركة الحياة.
إنهم غالبا ما يشتبكون في المشاحنات مع ذويهم أو أقربائهم . كما أنهم يكرهون النقد والتدخل في حياتهم الخاصة، وهم دهاة وممتازون في التنظيم.
من ناحية العاطفة والحب تراهم تراهم لا يترددون في القيام بكل شيء، وقد تستطيع امرأة ذكية التلاعب بأوتار قلوبهم.
الألوان المحظوظة لهذا العدد، هي كل درجات اللون القرمزي أو الأحمر، وكذلك كل الألوان الوردية.
إن أهم أيام الأسبوع هي الثلاثاء، والخميس، والجمعة، وخاصة الثلاثاء الذي يدعى فيه المريخ.
إن على هؤلاء الأشخاص محاولة إنجاز مخططاتهم ، وأهدافهم في الأيام التي تقع في «عددهم الخاص».
إن حجارتهم الكريمة الجالبة للسعد هي الياقوت، والعقيق الأحمر، وحجر الدم (عقيق مخضر ذو نقطة حمراء)، وينبغي عليهم أن يضعوا أحد هذه الحجارة الكريمة بملامسة بشرتهم.

## العدد تسعة والمرض
الأشخاص ذوو العدد 9 أو أولئك المولودون في فترته «المبينة أعلاه» هم معرضون نوعا ما للحميات من أنواع شتى ، كالحصبة، والجدري، والحماق (جدري الماء)، والحمى القرمزية، وما أشبه. وعليهم تجنب الطعام الدسم، وكذلك المشروبات الكحولية.
والأعشاب الرئيسية لهم هي : البصل، الثوم، الكراث ، الجرجار أو الجرجير (فجل حار)، الراوند ، بزور الخردل ، الأفسنتين ، الحوذان ، الزنجبيل ، الحربق الأبيض ، الفليفلة ، الوزّال ، اللفت ، الفوّة (نبات صبغي)، الجنجل (حشيشة الدينار وهي نبات معمر)، وعصير القرّاص (نبات ذو وبر شائك).
الأشهر التي ينبغي الاحتراس منها أكثر من سواها بالنسبة إلى الاعتلال في الصحة والإرهاق في العمل هي : نيسان ، أيار ، تشرين الأول ، وتشرين الثاني .
ملاحظة : إن الأعشاب التي ذكرت في في صفحات موقعنا الأرقام يمكن الحصول عليها من جميع العشابين (جامعي أو زارعي الأعشاب) الممتازين في جميع البلدان تقريبا . إن الأعشاب هي الأدوية الخاصة للقوة الخلاقة والمهيمنة في الكون !!